# Metroperiella biformis
Metroperiella biformis är en mossdjursart som först beskrevs av Zhang och Liu 1995.  Metroperiella biformis ingår i släktet Metroperiella och familjen Bitectiporidae. Inga underarter finns listade i Catalogue of Life.